# Calliteara box
Calliteara box är en fjärilsart som beskrevs av Holloway 1999. Calliteara box ingår i släktet harfotsspinnare, och familjen tofsspinnare. Inga underarter finns listade i Catalogue of Life.